# 凪木エコ
凪木エコ (なぎき えこ) は、日本のライトノベル作家。2016年、『伏せ札オープンばりに前髪オープン』で第29回前期ファンタジア大賞金賞を受賞し、同作を改稿した『俺の青春を生け贄に、彼女の前髪をオープン』でデビュー。

## 人物
凪木は著書の中で「缶コーヒー依存症だったが、最近はタリーズ依存症」と記したほどのコーヒー好き。

## 作品リスト

### 小説
- 俺の青春を生け贄に、彼女の前髪をオープン (2017年、ファンタジア文庫、全3巻[3]）
- お前ら、おひとり様の俺のこと好きすぎだろ。 (2018年 - 2019年、ファンタジア文庫、全4巻[4])
- 『おっぱい揉みたい』って叫んだら、妹の友達と付き合うことになりました。 (2020年 - 2023年、角川スニーカー文庫、全4巻[5])
- かまって新卒ちゃんが毎回誘ってくる (2021年 - 、ファンタジア文庫、既刊3巻[6])

### 漫画
- 駒田蒸留所へようこそ〜わかばが芽吹くまで〜（原作：KOMA復活を願う会、作画：こがねまりょう、『モーニング・ツー』2024年9月19日[7] - ） - 脚本担当[7]